# Hortense de Beauharnais
Hortense Eugénie Cécile de Beauharnais, princesa de França, reina d'Holanda (1806-1810), duquessa de Saint-Leu (1814), nascuda el 10 d'abril del 1783 i morta el 5 d'octubre del 1837, fou un membre de la família imperial francesa en ser fillastra de Napoleó Bonaparte, esposa del seu germà Lluís Bonaparte i mare del futur Emperador de França Napoleó III.

## Joventut
Filla de Josefina de Beauharnais i del seu primer marit el vescomte Alexandre de Beauharnais, tingué com a pare polític l'emperador Napoleó Bonaparte, que es va casar amb la seva mare el 1796, després de la mort, ajusticiat, del seu pare el 1794.
Hortense entrà amb dotze anys a la pensió de Madame Campan i de més gran freqüentà l'alta societat consular. Després del casament de la seva mare amb Napoleó el 8 de març del 1796, l'Emperador decideix d'adoptar Hortense i el seu germà gran, Eugène.

## Núpcies i descendents
Joséphine, que pensa que una nova unió refermarà l'aliança entre les famílies Bonaparte i Beauharnais, fa casar la seva filla Hortènsia, el 4 de gener del 1801 amb Lluís Bonaparte (1778-1846), un dels germans cadets del Premier Consul. La cerimònia fou celebrada pel cardenal Caprara, al carrer de la Victoire. Hortènsia esdevingué així la cunyada de la seva mare. El matrimoni tingué tres fills : 
- Napoléon Louis Charles Bonaparte (10 d'octubre del 1802 – 5 de maig del 1807)
- Napoléon Louis Bonaparte (11 d'octubre del 1804 – 17 de març del 1831)
- Charles Louis Napoléon (20 d'abril del 1808 – 9 de gener del 1873), futur Napoleó III, Emperador de França.

El 1804 van comprar el castell de Saint-Leu, que ella conservà fins al 1815 i on oferí brillants festes socials.

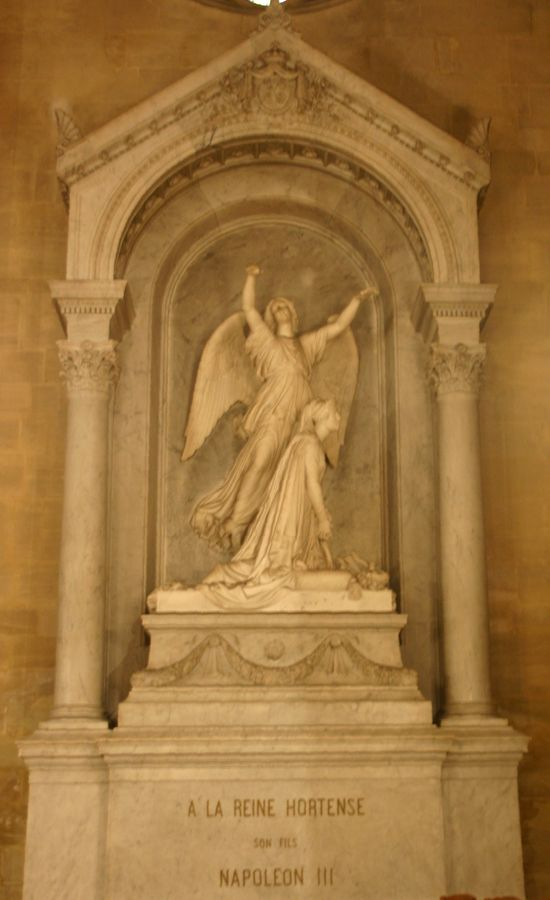
Tomba d'Hortènsia a l'Església de Sant Pere i Sant Pau de Rueil-Malmaison

Lluís esdevingué rei d'Holanda el 1806 i ella per tant fou reina consort. Des de llavors, fou coneguda com a La Reina Hortènsia. Regnà fins al 1810, quan el Regne d'Holanda fou annexionat per Napoleó.
El seu matrimoni fou desastrós: Hortènsia estava fortament enamorada de Duroc (hi ha qui afirma que foren amants), mentre que Lluís patia mania persecutòria i l'obsessió de tenir una malaltia venèria que mai tingué.
Dona bella, seductora i intel·ligent, Hortènsia s'enamorà de Charles de Flahaut, ajuda de camp de Murat i fill natural de Talleyrand. En tingué un fill natural, Charles (1811-1865), futur duc de Morny.
Durant la Primera Restauració francesa, Hortènsia flirtejà un cert temps amb el tsar Alexandre I de Rússia. A petició seva, Lluís XVIII la feu duquessa de Saint-Leu.
Fidel a l'Emperador durant el Govern dels cent dies, fou desterrada a Suïssa el 1817 on hagué de pujar sola els seus fills. Per la intercessió de la seva mare i del seu germà, gendre del rei de Baviera, disposà d'una fortuna de 3 milions que li garantiren una renda confortable de 120.000 francs.
Hortènsia perdé el seu fill Napoléon Louis durant la revolta italiana del març del 1831. Poc després, a finals d'abrils del 1831, tornà a París i, per intercessió del general d'Houdetot, ajuda de camp de Lluís Felip I de França i vell amic d'Eugène de Beauharnais, obtingué una entrevista secreta amb el rei, el qual no havia oblidat que Hortènsia va intervenir a favor de la seva mare la duquessa d'Orleans i de la seva tia, la duquessa de Borbó, durant el Govern dels cent dies. Probablement, hi discutiren les condicions d'un establiment definitiu a França per a ella i els seus fills; es parlà d'un possible nomenament de Louis Napoléon com a par de França amb el títol de duc de Saint-Leu. Sigui com sigui, després d'haver assistit amb els seus fills, el 5 de maig del 1831, segon aniversari de la mort de l'Emperador, a la desfilada dels bonapartistes vinguts en pelegrinatge a la columna Vendôme, des de les finestres de l'hotel i després a baix a la rue de la Paix, partiren ràpidament cap a Anglaterra, deixant per sempre França després que la llei d'exili del 10 d'abril del 1832 colpejarà legalment els membres de la família Bonaparte.

## Mort
El 1836, el seu fill petit Louis-Napoléon va ser detingut i expulsat als Estats Units a conseqüència de l'intent de sublevació d'Estrasburg. Informat de la greu malaltia que patia la seva mare, tornà just a temps d'assistir a la seva mort el 5 d'octubre del 1837. Tota la seva vida, el futur Napoleó III guardarà a la seva cartera la darrera carta d'Hortense.
D'acord amb els desigs que expressà, Hortense fou enterrada a prop de la seva mare a l'Església de Sant Pere i Sant Pau de Rueil-Malmaison.

## Hortènsia i la música
El compositor Drouet s'atribueix la paternitat de la cèlebre romança Partant pour la Syrie, fet molt versemblant des del moment que fou secretari musical de la reina Hortènsia, la qual ignorava per complet la composició, però tenia l'instint musical, taral·lejava al seu plaer, deixant al seu secretari (Drouet) el treball de posar aquelles improvisacions en orde; és molt possible, doncs, que la romança fos obra de tots dos.